# Nassarius lawsonorum
Nassarius lawsonorum is een slakkensoort uit de familie van de Nassariidae. De wetenschappelijke naam van de soort is voor het eerst geldig gepubliceerd in 2000 door Kilburn.